# Anatoli Nemchenko
Anatoli Igorevich Nemchenko (tiếng Nga: Анатолий Игоревич Немченко; sinh ngày 22 tháng 8 năm 2000) là một cầu thủ bóng đá người Nga. Anh thi đấu cho FC Kuban-2 Krasnodar.

## Sự nghiệp câu lạc bộ
Anh có màn ra mắt tại Giải bóng đá chuyên nghiệp quốc gia Nga cho FC Kuban-2 Krasnodar vào ngày 12 tháng 3 năm 2017 trong trận đấu với FC Armavir.